# Czasówka drużynowa UCI ProTour 2007
3. edycja Drużynowej czasówki ProTour odbyła się po raz kolejny w Eindhoven, 24 czerwca 2007. Na starcie trasy liczącej 48,6 km stanęły 23 drużyny (3 drużyny spoza UCI ProTeams). Wyścig wygrała drużyna Team CSC, przyjeżdżając na metę z czasem krótszym o niecałą sekundę od drugiego teamu, Tinkoff Credit Systems.

## Wyniki
| M-ce | Drużyna                            | Czas                          |
| ---- | ---------------------------------- | ----------------------------- |
| 1.   | Team CSC                           | 53 min 36.75 sek (54,39 km/h) |
| 2.   | Tinkoff Credit Systems             | + 0.00.43                     |
| 3.   | Team Milram                        | + 0.12.38                     |
| 4.   | Discovery Channel Pro Cycling Team | + 0.24.31                     |
| 5.   | Liquigas                           | + 0.30.25                     |
| 6.   | Quick Step-Innergetic              | + 0.51.26                     |
| 7.   | Caisse d’Epargne                   | + 0.56.36                     |
| 8.   | Crédit Agricole                    | + 0.59.84                     |
| 9.   | Predictor-Lotto                    | + 1.15.75                     |
| 10.  | AG2R Prévoyance                    | + 1.45.21                     |
| 11.  | Team Astana                        | + 1.49.60                     |
| 12.  | Rabobank                           | + 1.51.18                     |
| 13.  | Saunier Duval-Prodir               | + 1.52.43                     |
| 14.  | Cofidis, le crédit par téléphone   | + 2.11.83                     |
| 15.  | Skil-Shimano                       | + 2.13.04                     |
| 16.  | La Française des Jeux              | + 2.32.49                     |
| 17.  | Team Wiesenhof-Felt                | + 2.34.28                     |
| 18.  | Unibet.com                         | + 2.36.79                     |
| 19.  | Lampre-Fondital                    | + 2.37.35                     |
| 20.  | Team Gerolsteiner                  | + 2.47.01                     |
| 21.  | Euskaltel-Euskadi                  | + 2.47.46                     |
| 22.  | T-Mobile Team                      | + 2.50.39                     |
| 23.  | Bouygues Telecom                   | + 4.51.34                     |